# Denys Mirošničenko
Denys Andrijovyč Mirošničenko (in ucraino Денис Андрійович Мірошніченко?; Kryvyj Rih, 11 ottobre 1994) è un calciatore ucraino, difensore del Karpaty L'viv.

## Caratteristiche tecniche
È un terzino destro.

## Carriera

### Club
Cresciuto nel settore giovanile del Kryvbas, ha esordito in prima squadra il 3 marzo 2013 in occasione del match di campionato pareggiato 1-1 contro la Dinamo Kiev.

### Nazionale
Ha giocato nelle nazionali giovanili ucraine Under-19 ed Under-21.